# Giorgio Appia
Giorgio Appia (Torre Pellice, 1827 – Parigi, 1910) è stato un patriota e religioso italiano, fratello di Louis Appia e zio di Adolphe Appia.
Pastore valdese, fondò a Torre Pellice un orfanotrofio femminile e un ricovero infantile.

## Biografia
Negli anni '60 dell'Ottocento si dedicò al proselitismo valdese, predicando a Palermo e Napoli. Insegnò a Firenze, nella facoltà valdese.
Nel 1866 si unì alle truppe di Giuseppe Garibaldi, che marciavano verso Trento.